# Pfarrkirche Klöch

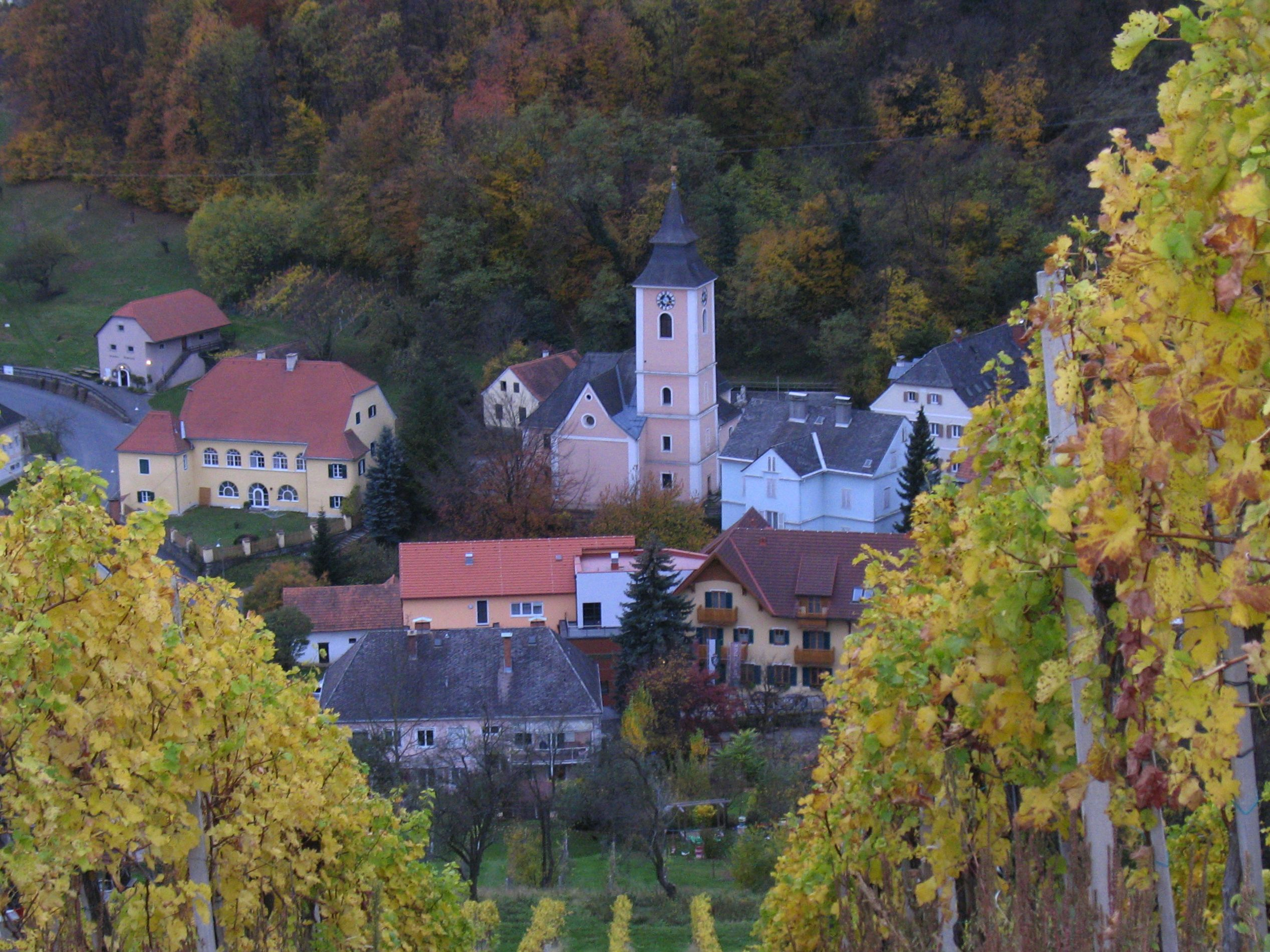
Pfarrkirche hl. Georg

Die römisch-katholische Pfarrkirche Klöch steht in der Marktgemeinde Klöch in der Steiermark. Die Pfarrkirche hl. Georg gehört zum Dekanat Radkersburg in der Diözese Graz-Seckau. Die Kirche steht unter Denkmalschutz.

## Geschichte
Die Kirche wurde 1350 als Eigenkirche der Wolfsauer urkundlich genannt. Von 1623 bis 1624 erfolgte ein Neubau der Kirche. 1929 wurde die Kirche restauriert.

## Architektur
Das dreijochige Langhaus hat Kreuzgratgewölbe auf Wandpfeilern. Am 3. Joch erweitert sich die Kirche mit zwei quadratischen Kapellen mit stuckierten Kreuzgratgewölben. Die dreiachsige Orgelempore auf vier Säulen und mit einer vorschwingenden Brüstung ist aus dem 3. Viertel des 18. Jahrhunderts. Der leicht eingezogene zweijochige Chor mit einem geraden Schluss hat seitlich Oratorien. Der quadratische Nordturm wurde nach der Inschrift 1693 erbaut und 1825 erhöht.

## Ausstattung

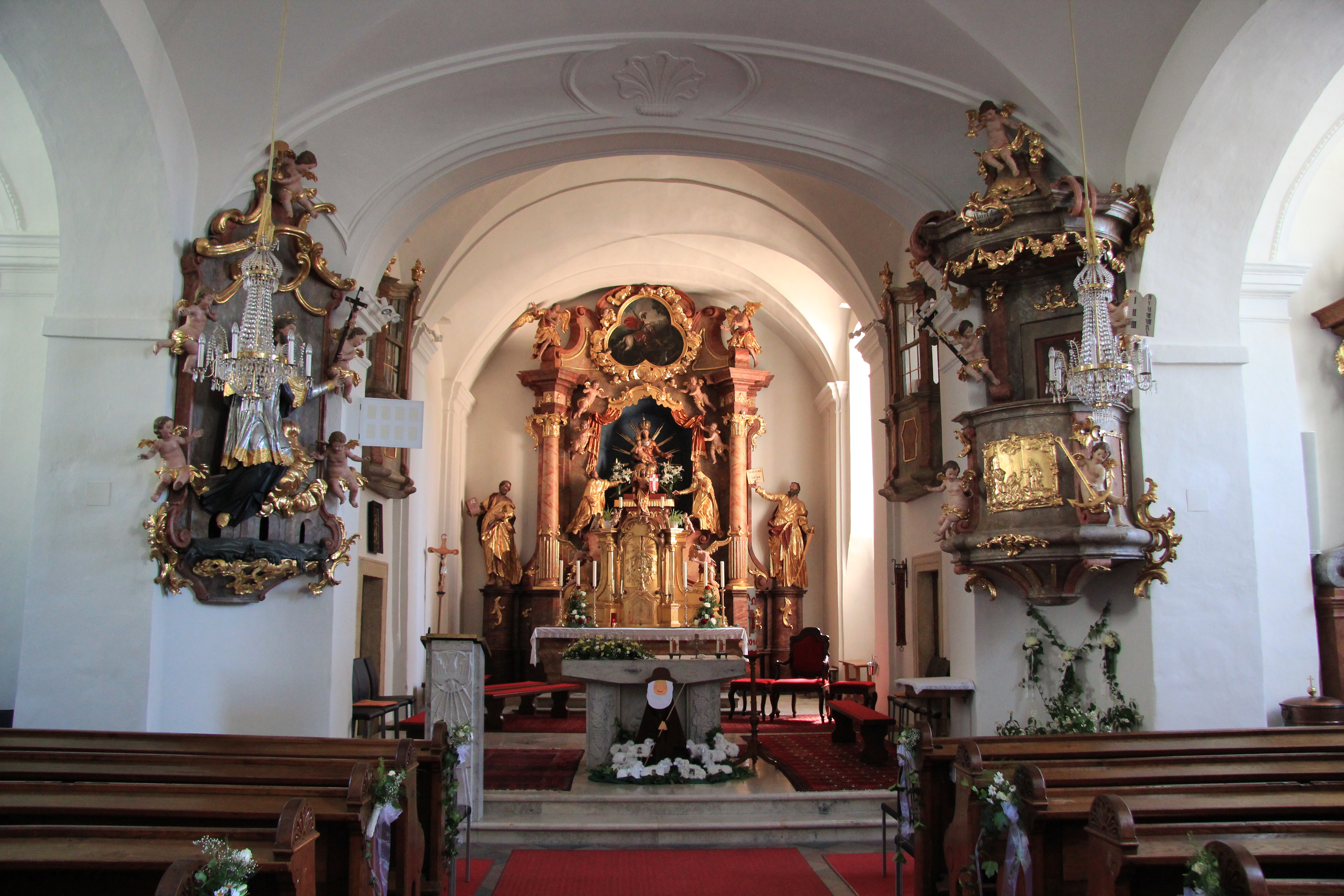
Der Hochaltar

Die Kirche hat eine spätbarocke Einrichtung. Der Hochaltar mit einem Säulenaufbau und Figuren ist aus dem 3. Viertel des 18. Jahrhunderts mit der Johann-Nepomuk-Glorie, die Kapellenaltäre und die Oratorienbalkone. Die Kanzel schuf der Bildhauer Johann Piringer (1772). Es gibt ein Kruzifix aus dem 18. Jahrhundert.
Die Orgel ist aus 1873.